# Neo Solar Power
Das Unternehmen Neo Solar Power mit Sitz in Taipeh (Taiwan) ist einer der weltweit größten Hersteller von Solarzellen. Es wurde im Jahre 2005 gegründet.
In Taiwan hat das Unternehmen drei Fabriken, und zwar in Hsinchu, in Tainan und in Zhunan (Landkreis Miaoli), eine vierte Fabrik wurde in der Volksrepublik China in Wujiang (Provinz Jiangsu) errichtet.
Im August 2011 wurde Sam Hong, damals Präsident und COO von Neo Solar Power Corp., zum Vorsitzenden der Taiwan Photovoltaic Industry Association (TPVIA) gewählt.  
Am 31. Mai 2013 verschmolz Neo Solar Power mit Delsolar und wurde damit – gemessen an der Kapazität – zum größten Solarzellenhersteller in Taiwan.

## Aktie
Die Aktie ist seit 12. Januar 2009 an der Börse in Taiwan gelistet (Aktiennummer 3576).
Das Unternehmen spielt international an der Börse Taiwans eine wichtige Rolle. So wurden am 7. März 2013 rund 34 Millionen Aktien gehandelt, was zu der Zeit einem Wert von umgerechnet etwa 27 Millionen US-Dollar entsprach. Damit lagen die Aktien von Neo Solar hinsichtlich des täglichen Börsenumsatzes weltweit in der Branche an dritter Stelle hinter den US-amerikanischen Konkurrenten First Solar (152 Millionen US-Dollar im NASDAQ) und Sunpower (39 Millionen).
Das Unternehmen ist von Anfang an im Photovoltaik Global 30 Index gelistet.